# Sabana de Parra
Sabana de Parra es la capital del municipio José Antonio Páez, ubicado en el Estado Yaracuy, Venezuela. Tiene una extensión de 135 km² y para el año 2019 se estimó una población de 33 539 habitantes con base al censo realizado en el año 2011.
Según la División Político Territorial del Estado Yaracuy, publicada en la Gaceta Oficial el 5 de noviembre de 1993, esta ciudad fue designada como capital del municipio José Antonio Páez. Antes de esa fecha, su configuración geopolítica estaba vinculada al municipio Urachiche.
Dentro de sus límites, se encuentra el Sitio de Mayurupí, testigo del incidente que marcó la vida del General José Antonio Páez. 
Debido al crecimiento poblacional, la ciudad se encuentra dividida por la Autopista Centro Occidental Rafael Caldera, por lo que al necesitar los lugareños trasladarse de un sitio a otro, se hace peligrosa la movilización ya que no existen vías que comuniquen directamente estos sectores, (a excepción de un paso peatonal) sino por intermedio de la autopista.